# قائمة النقود المعدنية الفلسطينية
هذه قائمة النقود المعدنية الفلسطينية، وهي تشمل الإصدارات المعدنية للكيانات السياسية المختلفة التي تعاقبت على التاريخ الفلسطيني وذلك من زمن الانتداب البريطاني على فلسطين وحتى الاحتلال الإسرائيلي للضفة الغربية وقطاع غزة.
تُقسَّم هذه الفترة إلى 5 حقب حسب الكيان السياسي الحاكم كما يلي: ما قبل الانتداب البريطاني على فلسطين (1900-1920م)، ثُمَّ الانتداب البريطاني على فلسطين (1920-1948م)، ثم الاحتلال الإسرائيلي لأراضي الضفة الغربية (1948-1967م)، ثم الاحتلال الإسرائيلي لأراضي الضفة الغربية وقطاع غزة (1967-الآن م). وكانت العملة المستعملة هي الجنيه الفلسطيني في الحقبة الأولى، والعملة الرئيسية المتداول بها اليوم في المناطق الفلسطينية هي الدينار الأردني الصادر عن البنك المركزي الأردني والدولار الأمريكي والشيكل الإسرائيلي الجديد الصادر عن بنك إسرائيل.
عند نهاية فترة الانتداب البريطاني في 15 مايو 1948 انحل مجلس فلسطين للنقد ووقف إصدار الجنيه الفلسطيني. استمرت المعاملة بالأوراق والقطاعات النقدية في المملكة الأردنية الهاشمية والضفة الغربية حتى 1949 عندما بدأت السلطات الأردنية إصدار الدينار الأردني. في قطاع غزة حل الجنيه المصري محل الجنيه الفلسطيني في 1951. أما في دولة إسرائيل فاستمرت المعاملة بالجنيه الفلسطيني حتى 1952 ولكن المؤسسة المصدرة للأوراق المالية كانت شركة إنكلترا فلسطين التي كانت تابعة للمنظمة الصهيونية العالمية. في أوائل الخمسينات أقامت إسرائيل بنكا مركزيا أصدر الجنيه الإسرائيلي بدلا للجنيه الفلسطيني.